# Camptomyia erythromma
Camptomyia erythromma är en tvåvingeart som först beskrevs av Jean-Jacques Kieffer 1888.  Camptomyia erythromma ingår i släktet Camptomyia och familjen gallmyggor.
Artens utbredningsområde är Frankrike. Inga underarter finns listade i Catalogue of Life.